# Hojums kraftverk
Hojums vattenkraftverk är det andra kraftverket, som byggdes i Trollhättan.
År 1924 påbörjades förberedelser för ett nytt vattenkraftverk i Trollhättan. Olidans kraftverk från 1910 hade för liten kapacitet eftersom efterfrågan på el hade ökat. Det dröjde dock ända till 1938 innan riksdagen godkände ett av de många förslagen till kraftverksbyggen, som lagts fram under flera år. Den nya kraftstationen uppfördes strax norr om Oscarsbrons östra fäste. Hojumsstationen ritades av arkitekten Erik Hahr. 
Maskinhallen sprängdes ner i berget och byggnaden ovanför byggdes på ett sådant sätt att målytan vid ett bombanfall skulle vara så liten som möjligt. Detta med tanke på oroligheterna ute i Europa, som senare kulminerade i andra världskriget. År 1943 stod Hojumsstationen färdig och de två turbinerna, G14 och G15 på 50 MW vardera togs i bruk. I och med detta bygge så sinade Trollhättefallen i Göta älv, men vid flera tillfällen öppnas fördämningarna i fallfåran – bland andra fördämningen under Strömkarlsbron) och vattnet får åter strömma fritt – till exempel under Fallens dagar. 
Stationen byggdes till 1992, då ytterligare en turbin på 70 MW kunde tas i bruk. Det tredje aggregatet, G16, blev döpt till "Bror" eftersom det togs i drift det datum då Bror har namnsdag, 5 oktober. År 2009/2010 renoverades G15 och i och med detta kunde effekten höjas till 58 MW. I samband med detta byttes den turbin, som nu finns att skåda utanför Hojumstationen.
(G=generator och G1-G13 finns i Olidan)